# Бойова кінозбірка № 7
«Бойова кінозбірка № 7» — сьомий радянський художній фільм серії з тринадцяти бойових кінозбірок, що вийшли в роки Великої Вітчизняної війни. Знімався на московській кіностудії «Союздитфільм» в дні наступу німецьких військ на Москву. Кінозбірка вийшла на екрани 5 грудня 1941 року.

## Сюжет
Бойова кінозбірка складається з шести новел, об'єднаних інтермедіями з участю Швейка, який опинився в німецькому концтаборі. Новели розповідають про боротьбу з німецькими окупантами. В кінці комендант концтабору наказує розстріляти Йосипа Швейка — проте кулі, виготовлені для німців чеськими патріотами, не беруть веселого солдата.

### «Рівно о сьомій»
Чеські патріоти розмістили в Празі підпільну радіостанцію.

### «Еліксир бадьорості»
Боязкі німецькі солдати тільки п'яними здатні йти в атаку.

### «Приймальник катастроф»
Французькі робітники випускають для німців браковані літаки.

### «Найхоробріший»
Німецький солдат щиро бажає Гітлеру опинитися поряд з ним, коли під ногами розірветься снаряд.

### «Справжній патріот»
Розповідь про чеського солдата, який з радістю виконує свої обов'язки по захороненню німців.

### «Біла ворона»
Німецький офіцер оббирає голландців під виглядом захисту їх культурної спадщини від бомбардувань.

## У ролях
- Володимир Канцель — Йосип Швейк
- Олександр Михайлов — Франтішек
- Олександр Бахметьєв — майор
- Сергій Блинников — Людвіг, німецький єфрейтор
- Олександр Баранов — епізод
- Микола Плотников — СС штандартенфюрер («Рівно о сьомій»)
- Георгій Георгіу — ад'ютант («Рівно о сьомій»)
- Ніна Зорська — підпільниця («Рівно о сьомій»)
- Володимир Владиславський — німецький офіцер («Еліксир бадьорості»)
- Ераст Гарін — німецький солдат («Еліксир бадьорості»)
- Костянтин Зубов — Шліхтер, оберст Люфтваффе («Приймальник катастроф»)
- Михайло Яншин — начальник аеродрому («Приймальник катастроф»)
- Іван Любєзнов — Отто Шульц («Найхоробріший»)
- Сергій Мартінсон — Гітлер («Найхоробріший»)
- Олександр Шатов — німецький офіцер («Найхоробріший»)
- Павло Оленєв — Карел, солдат-чех («Справжній патріот»)
- Микола Охлопков — ввічливий офіцер («Біла ворона»), німецький солдат («Справжній патріот»)
- Володимир Лепко — майор («Справжній патріот»)
- Володимир Попов — Пітер Оберфорен, оптичний майстер («Біла ворона»)
- Надія Борська — Урсула, дружина Пітера («Біла ворона»)

## Знімальна група
- Режисери — Сергій Юткевич, Альберт Гендельштейн, Олександр Роу, Леонід Альцев, Рафаїл Перельштейн, Климентій Мінц
- Сценаристи — Євген Помєщиков, Микола Рожков, Олексій Сазонов, Михайло Вольпін, Микола Ердман, Дмитро Єремич, Йосип Маневич, Климентій Мінц, Михайло Вітухновський
- Оператор — Жозеф Мартов
- Художник — Сергій Козловський